# Stazione di Cascano
La stazione di Cascano è stata una fermata ferroviaria posta lungo la linea ferroviaria Sparanise-Gaeta chiusa il 23 marzo 1957, era a servizio di Cascano, frazione di Sessa Aurunca.

## Storia
La fermata venne inaugurata nel 1892, fu distrutta durante la seconda guerra mondiale e ricostruita nel 1949. Era il punto più alto della linea, a 202 metri sul livello del mare. Non aveva scalo merci ed aveva uno scarso traffico viaggiatori. Continuò il suo esercizio fino al 23 marzo 1957 insieme alla tratta Sparanise-Minturno.

## Strutture e impianti
La fermata era dotata da un fabbricato viaggiatori e del solo binario di circolazione. Attualmente rimane solo il fabbricato viaggiatori, adibito ad abitazione privata, mentre il binario venne smantellato.